# London Loy
London Loy (Amsterdam, 27 augustus 1974) is een Nederlandse kok en model. Loy is van Chinees-Surinaamse afkomst. Hij is met name bekend als televisiekok in Koffietijd en door zijn deelname aan Expeditie Robinson en Special Forces VIPS 2024.

## Levensloop
Loy werd geboren in Amsterdam Zuid-Oost, waar hij ook opgroeide. Kort verhuisde zijn moeder nog naar Almere, waarna het gezin uiteindelijk in Kraaiennest in Amsterdam eindigde.

### Culinaire carrière
Tijdens en na zijn opleiding aan de Koksschool deed Loy ervaring op in verschillende keukens, waaronder restaurant La Rive. Uiteindelijk werkte hij als Chef de partie in het Amstel Hotel, onder de vleugels van chefkok Robert Kranenborg. Hij heeft ook gewerkt bij QO Hotel en Ballroom.

### Atletiek
Loy beoefende in de jaren 90 sport op hoog niveau. Zijn specialisatie was hordelopen (110 meter). Hij trainde een aantal jaar samen met Marcel van der Westen, Gregory Sedoc en Robin Korving.

### Privéleven
Loy heeft een relatie met Nadia van Luijk. Hij heeft een zoon en een dochter. Het gezin woont in Rotterdam.

## Media
Loy was tot het eind van het programma in 2023 de vaste kok in de ochtendshow Koffietijd. Daarnaast was hij ook te zien in:
- Topchef Academy (RTL 5, 2017), gastjurylid
- Dance Dance Dance (RTL 4, 2018), deelnemer
- The Big Music Quiz (RTL 4, 2019), deelnemer
- Expeditie Robinson (RTL 4, 2022), deelnemer
- De Kookklunzen (SBS6, 2022), jurylid
- Ik hou van Holland (SBS6, 2022), deelnemer
- Lingo VIPS (SBS6, 2023), deelnemer
- Secret Duets (RTL 4, 2023), secret singer
- DNA Singers (RTL 4, 2023), gast panellid
- Special Forces VIPS (Videoland), 2024), deelnemer[3]
- Praat Nederlands met me (RTL 4), 2024), deelnemer
- Secret Duets (RTL 4), 2024), deelnemer

Ook sprak Loy de stem in Dang Hai in Raya en de Laatste Draak uit 2021, en Fred Brombos en Meneer Appelboom in Elemental uit 2023.